# Persuasion (mini-série, 1971)
Pour les articles homonymes, voir Persuasion (homonymie).
Persuasion est une mini-série britannique en cinq épisodes de 50 minutes d'après le roman éponyme de Jane Austen, produite par Granada Television, réalisée par Howard Baker sur un scénario de Julian Mitchell (en), elle a été diffusée du 18 avril au 16 mai 1971 sur ITV. Elle est tournée en couleurs et en partie en décors naturels (Bath, Lyme Regis, Frampton Court (en)).
Cette série est inédite dans tous les pays francophones.

## Distribution
- Ann Firbank : Anne Elliot
- Bryan Marshall : le capitaine Wentworth
- Basil Dignam : Sir Walter Elliot
- Valerie Gearon : Elizabeth Elliot
- Marian Spencer : Lady Russell
- Georgine Anderson : Mrs Croft
- Richard Vernon : l'amiral Croft
- Morag Hood (en) : Mary Musgrove
- Rowland Davies : Charles Musgrove
- Mel Martin (en) : Henrietta Musgrove
- Zhivila Roche : Louisa Musgrove
- Noel Dyson (en) : Mrs Musgrove
- William Kendall (en) : Mr Musgrove
- Charlotte Mitchell : Mrs Clay
- David Savile : Mr Elliot
- Gabrielle Daye (en) : Mrs Rooke

## VHS et DVD
À partir de 1993 elle fut distribuée par BBC Worldwide (vidéocassette puis DVD).